# Legion Żydowski
Legion Żydowski (hebr. ‏הַגְּדוּדִים הַעִבְרִיים‎, Ha-Gdudim ha-Iwrijim) był nazwą dla pięciu batalionów żydowskich ochotników utworzonych przez Armię Brytyjską. Bataliony nosiły kolejną numerację od 38. do 42. Batalionu Królewskich Fizylierów.

## Wprowadzenie
W grudniu 1914 Ze’ew Żabotyński i Josef Trumpeldor przedstawili projekt utworzenia żydowskiej jednostki wojskowej, która uczestniczyłaby po stronie Brytyjskiej Armii w wyzwoleniu Palestyny spod panowania Imperium Osmańskiego.
Pierwotna formacja wojskowa powstała w marcu 1915 i nosiła nazwę Korpus Mulników Syjonu (Zion Mule Corps). Była to pomocnicza jednostka transportowa korzystająca z mułów. Powstała ona w Egipcie i składała się z 500 żydowskich ochotników, którzy zostali wydaleni przez Turków z Palestyny. Wzięli oni udział w walkach na półwyspie Gallipoli. Przez cały czas ci żydowscy ochotnicy opowiadali się za syjonistyczną ideą utworzenia żydowskiego państwa w Palestynie. Gdy w 1916 roku Brytyjczycy ewakuowali wojska z Gallipoli, żydowski korpus został rozwiązany, a żołnierze ewakuowani do Wielkiej Brytanii, gdzie stali się zalążkiem Legionu Żydowskiego.

## Decyzja o powstaniu Legionu
18 lipca 1917 Lord Edmond James de Rothschild przedstawił pierwszemu sekretarzowi brytyjskiego rządu Lordowi Arthurowi Balfour propozycję utworzenia żydowskich oddziałów wojskowych do walki z Turkami w Palestynie. 23 sierpnia rząd Wielkiej Brytanii zgodził się na utworzenie pierwszych żydowskich batalionów.

## Utworzenie Legionu
- Jako pierwszy został sformowany 38. batalion Royal Fusiliers. Rekrutacja i szkolenie ochotników rozpoczęło się 20 stycznia 1918 w Plymouth w Wielkiej Brytanii. 5 lutego opuścili Anglię i w marcu przybyli do Egiptu. 11 czerwca oficjalnie weszli w skład 31 Brygady, 10 Dywizji. 25 lipca wyłączona z Brygady i przyłączona do Anzac Mounted Division (dywizja piechoty, używająca koni do szybkiego przemieszczania się, złożona z jednostek z Australii, Nowej Zelandii i innych) na terenie Palestyny.
- 39. batalion Royal Fusiliers został sformowany 21 stycznia 1918 w Plymouth. W kwietniu opuścił Anglię i przybył do Egiptu. We wrześniu został włączony do Anzac Mounted Division.

Żołnierze tych dwóch batalionów w większości pochodzili z Wielkiej Brytanii, Rosji, Stanów Zjednoczonych i Kanady. Byli to wszyscy żydowscy ochotnicy.
- 40. batalion Royal Fusiliers został sformowany 21 stycznia 1918 w Plymouth. W lipcu wypłynął z Anglii do Egiptu, gdzie od sierpnia dołączył do 38. i 39. batalionu. W skład tego batalionu weszło 92 tureckich Żydów, którzy trafili do niewoli i uzyskali zezwolenie na werbunek.

W styczniu 1918 w Plymouth zaczęto także formowanie 41. i 42. batalionu Royal Fusiliers, które w późniejszym czasie przerzucono do Egiptu. Ogółem w żydowskich batalionach w Palestynie walczyło ponad 5 tys. żołnierzy.

## Działania bojowe

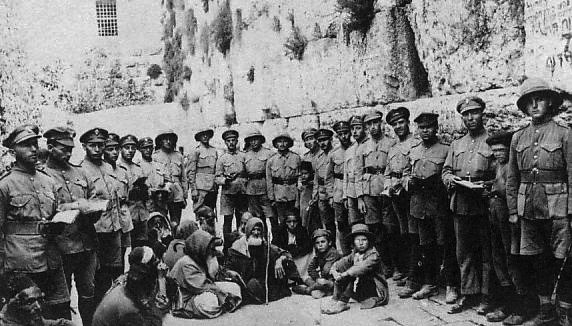
Żołnierze Legionu Żydowskiego przy Murze Zachodnim w Jerozolimie – 1917 rok.

38. batalion uczestniczył w czerwcu 1918 roku w walkach na północ od Jerozolimy, tracąc 20 ludzi. 40. batalion wszedł do walki w Samarii i w okolicach Nablusu stoczył bitwę z Turkami. Później razem z 39. batalionem bronił strategicznych pozycji w dolinie Jordanu. W połowie września żydowskie bataliony uczestniczyły w bitwie pod Megiddo, w której odniesiono decydujące zwycięstwo nad Turkami.

## Powojenne losy
Zaraz po zakończeniu I wojny światowej, w listopadzie i grudniu 1918 władze brytyjskie zwolniły prawie wszystkich żydowskich ochotników. Część z nich powróciła do swoich państw, jednak niektórzy osiedlili się w Palestynie, przyczyniając się do wzmocnienia możliwości obronnych żydowskich osad. Brytyjczycy pozostawili jedynie 38. batalion Royal Fusiliers, który dalej istniał pod nazwą First Judeans. Jego żołnierze posiadali czapki z charakterystyczną odznaką: menora z hebrajskim słowem „Kadima” u podstawy.
Byli żołnierze Legionu Żydowskiego wzięli aktywny udział w obronie osad żydowskich podczas arabskich zamieszek w 1920 i 1921 roku.